# Verescsaginói járás

A Verescsaginói járás a Permi határterületen

A Verescsaginói járás (oroszul Верещагинский район) Oroszország egyik járása a Permi határterületen. Székhelye Verescsagino.

## Népesség
- 1989-ben 46 714 lakosa volt.
- 2002-ben 43 958 lakosa volt, melynek 94,9%-a orosz, 2%-a udmurt, 1,1%-a komi-permják nemzetiségű.
- 2010-ben 41 379 lakosa volt, melyből 38 863 orosz, 519 udmurt, 376 komi, 151 tatár, 118 ukrán stb.